# سعيد الحاجي
سعيد الحاجي (بالهولندية: Said ELHajji) (مواليد 1976)، هو كاتب وروائي وناشر وكاتب عمود هولندي من أصول الريف-شمال المغرب.
هو من مواليد إصوفاين في الريف شمال المغرب عام 1976 وانتقل إلى هولندا مع عائلته وهو طفل في السادسة من عمر، ترعرع في بلدة بيركل إن رودينريجس (جنوب غرب هولندا)، درس الأدب الهولندي في جامعة لايدن وفاز عام 2000 بجائزة الهجرة للادب عن قصصه القصيرة «حميد الصغير» تحولت في مابعد إلى رواية بعنوان «أيام الشيطان» نشرت عام 2000 وترجمت للفرنسية.   عمل محرر لمجلة «Passionate Magazine».ء

## من مؤلفاته
- رواية: «أيام الشيطان» نشر 2015.
- «انهض وعش يا أبي» 2013.
- «حميد الصغير».
- رواية: «الشيطان الإلهي» 2011.
- رواية: «بلاغ»

## الجوائز
- جائزة «El Hizjra Literatuurprijs» عن قصصه القصيرة «حميد الصغير».

## وصلات خارجية
- مقالاته في جريدة Volkskrant